# Paracentrobia americana
Paracentrobia americana är en stekelart som först beskrevs av Girault 1917.  Paracentrobia americana ingår i släktet Paracentrobia och familjen hårstrimsteklar. Inga underarter finns listade i Catalogue of Life.